# Брюс МакКендлесс II
Брюс МакКендлесс II (англ. Bruce McCandless II; 8 червня 1937, Бостон, Массачусетс, США — 21 грудня 2017, Лос-Анджелес, Каліфорнія) — американський морський офіцер, інженер-електрик, астронавт НАСА, колишній пілот ВМС США.

## Біографія
Брюс МакКендлесс II — син офіцера ВМС США, кавалера Медалі Пошани Брюса МакКендлесса (1911—1968). У свою чергу його батько приходився онуком відомому бандиту — Маккенлесу (McCanles).
Брюс МакКендлесс II навчався в середній школі в Лонг-Біч (Каліфорнія), у 1958 р. здобув ступінь бакалавра Військово-морської академії США в Аннаполісі (штат Меріленд), де він був другим у своєму класі з 899 випускників. Згодом він проходив стажування на авіабазах ВМС США в Пенсаколі і Кінгсвіллі. Після закінчення навчання в 1960 році він служив, зокрема, на авіаносцях Форрестол і Ентерпрайз. У 1964 році працював тимчасово пілотом-інструктором на флоті. У 1965 р. здобув ступінь магістра електротехніки в Стенфордському університеті, в 1987 г — ступінь магістра ділового адміністрування в UHCL.

## Кар'єра
У квітні 1966 увійшов у п'ятий набір астронавтів НАСА. Після проходження підготовки призначений у Відділ астронавтів НАСА. У місячних експедиціях «Аполлон-10» і «Аполлон-11» в 1969 році МакКендлесс працював оператором зв'язку з екіпажем (капкомом). 6 серпня 1969 він був призначений в екіпаж підтримки «Аполлон-14» і працював під час польоту від 31 січня по 9 лютого 1971, а також продовжував виконувати функції капкома. Був включений до дублюючого екіпажу першої експедиції на ОС «Скайлеб» як пілот. Брав участь у розробці індивідуальної рухової установки, використовуваної при позакорабельній діяльності (ПКД) на шаттлах. Був призначений фахівцем польоту в екіпаж шаттла Челленджер STS-41B, під час якої вперше здійснювалася ПКД з використанням індивідуальної рухової установки.

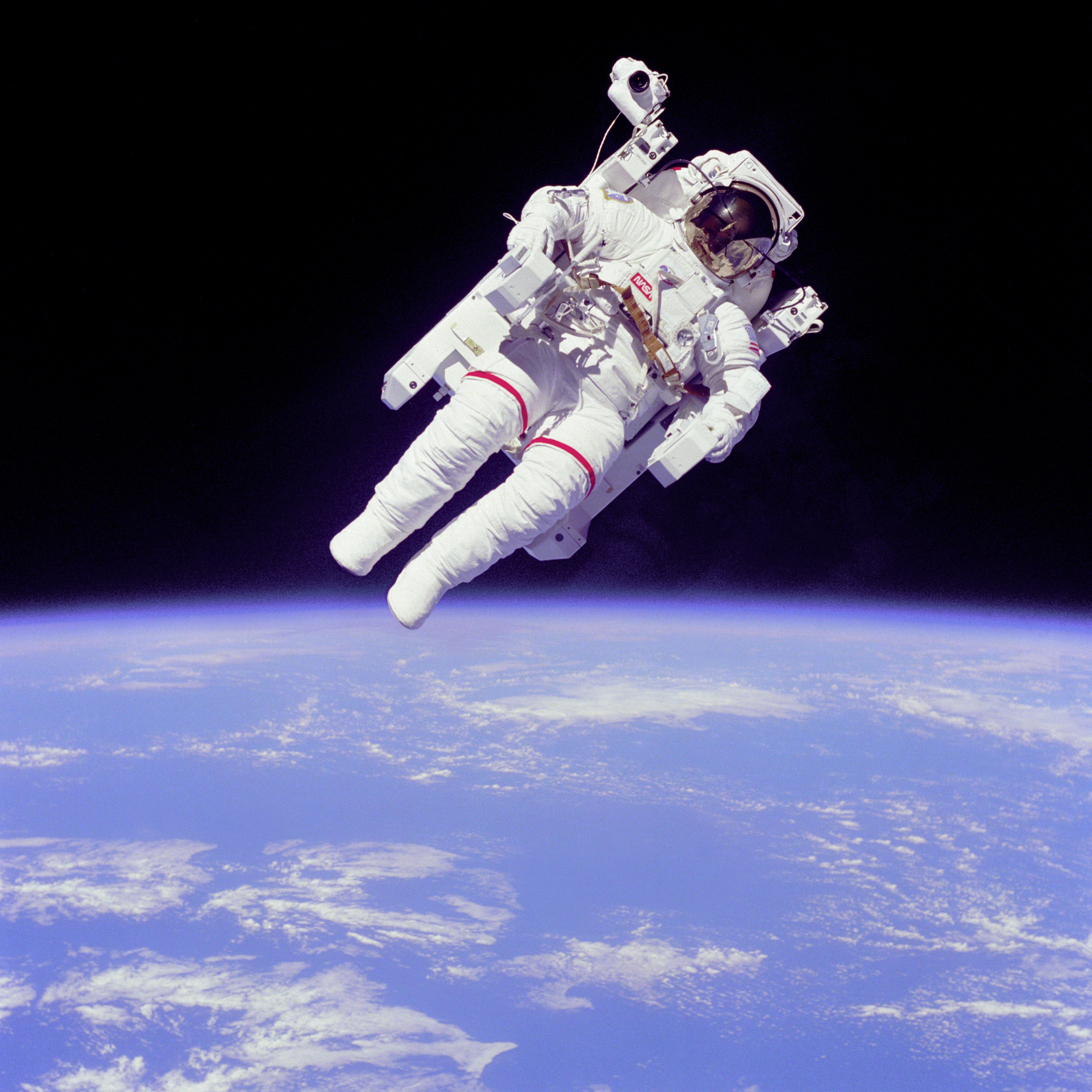
Відомий знімок, на якому МакКендлесс здійснює вихід у відкритий космос з використанням MMU.

Перший політ в космос здійснив з 3 по 11 лютого 1984 року як фахівець польоту шаттла Челленджер STS-41B. Під час польоту виконав два виходи у відкритий космос (07.02.1984 — тривалістю 5 годин 55 хвилин; 09.02.1984 — тривалістю 6 годин 2 хвилини), під час яких проводив випробування індивідуальної рухової установки. Брюс МакКендлесс став першою людиною, що працювала у відкритому космічному просторі без будь-якого механічного зв'язку з кораблем (без страхувального фала), у вільному польоті. Тривалість польоту склала 7 діб 23 години 17 хвилин 2 секунди.
Другий космічний політ: з 24 по 29 квітня 1990 року — як фахівець польоту шаттла Дискавері STS-31. Метою польоту було виведення на орбіту космічного телескопа «Хаббл». Тривалість польоту склала 5 діб 1 година 16 хвилин 6 секунд.
МакКендлесс залишив загін астронавтів і НАСА 31 серпня 1990 і з 1995 року працював у компанії «Мартін-Марієтта». Був одружений з Берніс Дойл, у них двоє дітей. Його хобі — електроніка, фотографія, дайвінг, польоти і катання на лижах.
Помер у себе вдома в Каліфорнії 21 грудня 2017 року.